# Janberk Cirit
Janberk Cirit (* 14. Jänner 2006 in Dornbirn, Österreich) ist ein österreichischer Handballspieler, der auf der Position Rückraum Mitte spielt. Er steht beim ALPLA HC Hard unter Vertrag.

## Karriere

### Vereinskarriere
Cirit spielte in seiner Jugend bei Bregenz Handball. In seiner Zeit bei Bregenz wurde er 2022/23 und 2023/24 überwiegend im Future Team von Bregenz Handball in der HLA CHALLENGE eingesetzt. Zur Saison 2023/24 plante Bregenz Handball im Kader der ersten Mannschaft mit Cirit, er kam aber in dieser Spielzeit in keinem Match in der HLA Meisterliga zum Einsatz. Seit der Saison 2024/25 steht Cirit beim Ligakonkurrenten ALPLA HC Hard unter Vertrag, wo er sowohl im Future Team, als auch in der ersten Mannschaft eingesetzt wird.

### Nationalmannschaft
Cirit wurde bereits in das Jugend-Nationalteam des Jahrgangs 2006 einberufen.

## Erfolge

### Jugend
- Auswahl ins All-Star-Team beim Future Cup der U-15-Teams der Spusu Liga (2019)[8]

## Saisonbilanzen

### HLA Meisterliga
| Saison    | Verein           | Spielklasse     | Spiele | Tore | 7-Meter | Feldtore |
| --------- | ---------------- | --------------- | ------ | ---- | ------- | -------- |
| 2022/23   | Bregenz Handball | HLA Meisterliga | 01     | 0    | 0/0     | 0        |
| 2024/25   | Alpla HC Hard    | HLA Meisterliga | 010    | 0    | 0/0     | 0        |
| 2022–2025 | gesamt           | HLA Meisterliga | 011    | 0    | 0/0     | 0        |

### HLA Challenge
| Saison    | Verein           | Spielklasse   | Spiele | Tore | 7-Meter      | Feldtore |
| --------- | ---------------- | ------------- | ------ | ---- | ------------ | -------- |
| 2022/23   | Bregenz Handball | HLA Challenge | 013    | 086  | 16/25        | 070      |
| 2023/24   | Bregenz Handball | HLA Challenge | 012    | 087  | 28/36        | 059      |
| 2024/25   | Alpla HC Hard    | HLA Challenge | 011    | 056  | 2/5          | 054      |
| 2016–2023 | gesamt           | HLA Challenge | 036    | 229  | 46/66 (70 %) | 183      |